# Херкенс, Юри
Юри Йессе Херкенс (нидерл. Joeri Jesse Heerkens; род. 2006, Броумов) — нидерландский и чешский футболист, вратарь амстердамского «Аякса», выступающий в Эрстедивизи за «Йонг Аякс».

## Клубная карьера
Юри начинал карьеру в скромном «Словане» из своего родного города Броумов. Сезон 2018/19 он провёл в юношеской команде клуба «Наход», а в 2019—2021 годах находился в системе «Градец-Кралове». В 2021 году Юри пополнил юношеский состав пражской «Спарты». Во второй половине сезона 2023/24 вратаря арендовал представитель Богемской футбольной лиги «Локо Прага». За этот клуб состоялся дебют Юри во взрослом футболе: 3 марта 2024 года он пропустил 1 гол в матче со второй командой «Таборско». Всего в своём первом сезоне голкипер пропустил 10 мячей в 9 сыгранных встречах. Сезон 2024/25 Юри провёл во второй команде «Спарты», сыграв 15 матчей в футбольной национальной лиге, пропустив 17 голов.
28 июля 2025 года перешёл в амстердамский «Аякс», подписав пятилетний контракт до середины 2030 года.

## Карьера в сборной
Международную карьеру Юри начинал, представляя Чехию. В 2023 году он сменил футбольное гражданство на родину своего отца — Нидерланды. В 2025 году в составе юношеской сборной Нидерландов (до 19 лет) Юри принимал участие на юношеском чемпионате Европы. Он был основным голкипером Нидерландов, сыграл во всех 5 матчах и пропустил 3 гола, внеся серьёзный вклад в завоёванный ими титул чемпиона Европы.

## Достижения
Сборная Нидерландов (до 19 лет)
- Чемпион Европы (до 19 лет) (1): 2025